# Central Nuclear de Yongbyon
La Central Nuclear de Yongbyon es el principal emplazamiento nuclear de tipo bélico de Corea del Norte, y que emplaza un reactor de tipo Magnox de 50 MWe, pero su construcción fue interrumpida en 1994 cuando faltaba un año para su finalización de acuerdo con el Acuerdo Marco entre Estados Unidos y Corea del Norte, y en el año 2004 las estructuras y canalizaciones se habían deteriorado seriamente.

## Historia
Por el acuerdo de cooperación celebrado entre la Unión Soviética y Corea del Norte en 1965, se ensambló un reactor de investigación IRT-2M para este centro. De 1965 hasta 1973 se suministraron elementos de combustible enriquecidos al 10%. En 1974 los especialistas coreanos de forma independiente modernizaron el reactor, elevando su capacidad a los ocho megavatios y cambiando el combustible enriquecido al 80%.
Desde que el desarrollo nuclear empezó en los años 1980, el Colegio de Física y el Colegio Técnico de Física de Corea del Norte se establecieron en Yongbyon para formar los especialistas necesarios para el funcionamiento de las instalaciones nucleares, el reprocesado del combustible nuclear usado y la fabricación del combustible para la planta, a partir del reprocesamiento del ya gastado. 
El Dr. Kyong Wonha, que obtuvo su graduación en la Universidad McGill, es considerado como el padre de la energía nuclear de Corea del Norte.

## Características Técnicas
Corea del Norte tiene varias instalaciones nucleares con la capacidad potencial de producir combustible nuclear para armas atómicas, y la mayoría de ellas están situadas en la provincia de Pionyang del Norte, en la muy cercana ciudad de Yongbyon, 100 km al norte de Pionyang, El Centro de Investigación Científica Nuclear de Yongbyon se calcula que tiene una plantilla de 2.000 trabajadores. 
La mayoría de las instalaciones incluyen todos los aspectos del ciclo de combustible de reactor nuclear Magnox:
- una planta de fabricación del combustible,
- un reactor experimental de 5 Mwe que produce energía y calefacción para la zona,
- una instalación de almacenaje a corto plazo para el combustible gastado,
- una instalación de reprocesado del combustible que extrae plutonio utilizando el proceso PUREX.

El combustible gastado Magnox no está diseñado para su almacenaje a largo plazo ya que tanto el embalaje como el núcleo de metal de uranio reaccionan con el agua, y está diseñado para ser reprocesado dentro de pocos años de su retirada del reactor. Como un reactor Magnox no supone las dificultades de producir uranio enriquecido o agua pesada, es una elección atractiva para el desarrollo autóctono de reactores nucleares. Paralelamente, otro reactor Magnox de 200 MWe se estaba construyendo en Taechon, 20 km al noroeste de Yongbyon, pero la construcción también fue interrumpida por el citado Acuerdo.

### Pruebas
En marzo de 1986, las imágenes por satélite de Yongbyon mostraban pequeños cráteres en la arena cerca de la orilla del río, aparentemente como consecuencia de detonaciones experimentales de altos explosivos. En ese momento, un estudio de imágenes anteriores mostró cráteres similares desde 1983. En junio de 1988, las imágenes de satélite informaron de tales cráteres en un lugar de pruebas para detonaciones utilizado para desarrollar técnicas de implosión altamente explosivas cerca del río Kuryong. En 1991, fuentes de Corea del Sur estimaban que Corea del Norte había realizado aproximadamente 70 explosiones en un lugar de pruebas situado en las riberas del Kuryong.

## La controversia actual
A principios de diciembre de 2002, Corea del Norte recibió una partida de 20 toneladas métricas del producto químico fosfato de tributilo (TBP) de una compañía china en Dalian. La expedición del producto coincidió con el anuncio de Pionyang de que iba a rearrancar sus reactores nucleares en Yongbyon, y el TBP podía utilizarse para extraer material para bombas nucleares de las existencias acumuladas de combustible nuclear gastado que tenía Corea del Norte.
A fines del 2002, Corea del Norte declaró que iba a levantar la congelación de las instalaciones – congeladas por el acuerdo marco con Estados Unidos, incluyendo el reactor de Yongbyon. Además, Corea del Norte pidió a la Agencia Internacional de la Energía Atómica (IAEA) que retirase sus cámaras de la instalación de Yongbyon. Corea del Norte desafió la opinión mundial el 21 de diciembre de 2002, al retirar las cámaras y precintos de la IAEA de una central nuclear sospechosa de fabricar plutonio con grado militar para armas. La agencia dijo que Corea del Norte rompió la mayoría de los precintos del equipo y anuló las cámaras en los reactores de cinco megavatios. Corea del Norte argumentó que la agencia no dio respuesta a su petición para retirar el equipo. La IAEA dijo que estaba intentado mantener abiertas comunicaciones con Pionyang. El director de la IAEA Mohamed ElBaradei dijo que era lamentable que Corea del Norte hubiera ignorado las peticiones de conversaciones.

### Amenaza nuclear
El anteriormente senador y vicepresidente y hoy día expresidente de los Estados Unidos Joe Biden dijo que en su opinión que la reactivación del reactor nuclear de Yongbyon por parte de Corea del Norte planteaba una amenaza mayor que la de Irak. Manifestó que en pocos meses Pionyang podía tener suficiente material para cinco armas nucleares más. El presidente del Comité del Senado de los Estados Unidos para Relaciones Exteriores, senador Richard G. Lugar, dijo que el gobierno de los Estados Unidos debía comprometer más activamente a sus aliados en la región (especialmente Japón).
Durante una visita a Yongbyon el 8 de enero de 2004, Corea del Norte mostró a una delegación no oficial estadounidense una muestra de la aleación de plutonio de graduación para armas. El grupo estuvo un día en Yongbyon, y le fue mostrado el recipiente vacío en el que 8.000 barras de combustible Magnox del reactor de 5Mwe habían sido almacenadas en gas inerte en botes que habían empezado a tener pérdidas. Durante la visita, la planta de reprocesado no estaba en funcionamiento; el reprocesado se había llevado a cabo en 2003 con un margen estimado de entre 25 y 30 kg de metal de plutonio.
El reactor Magnox de 5 MWe ha estado funcionando de nuevo desde febrero de 2003, y podría estar creando plutonio dentro de su carga de combustible a una tasa de cerca de 5 kg por año. La rápida retirada y reprocesamiento de esta carga de combustible no estaba planificada.